# 桂岭镇 (贺州市)
桂岭镇，是中华人民共和国广西壮族自治区贺州市八步区下辖的一个乡镇级行政单位。

## 行政区划
桂岭镇下辖以下地区：
桂岭街社区、桂岭村、枚江村、竹园村、大庆村、金山村、爱民村、英民村、进民村、草寺村、公平村、西山村、兴德村、桐木村、文德村、瑞山村、平安村、善华村、新花村、天堂村、双凤村、梅桂村、桂开村、莲花村和均洞村。